# 우편 체스

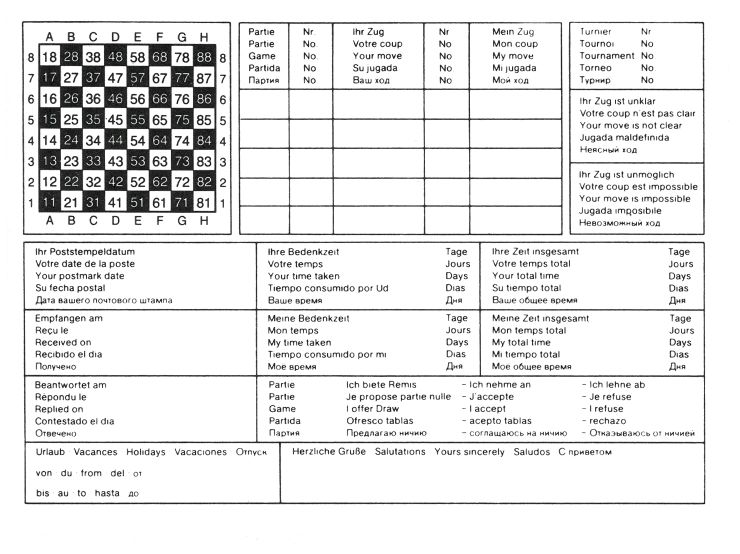
우편 체스용 엽서

우편 체스는 원거리의 상대와 우편이나 통신을 이용하여 하는 체스를 가리킨다. 한 게임이 하루 이내에 종료하는 경우는 극히 드무며, 몇 일 · 주 · 수개월이 걸리는 것이 일반적이다. 일반 우편 또는 이메일 전용 서버 등의 통신 수단을 이용하여 이루어진다.

## 개요
우편 체스의 통신 수단에 전보, FAX 등이 사용된 일도 있었다. 게임의 승패는 모든 관리 조직에 보고되고 평점과 다음 대국 등에 반영된다. 우편 체스 세계 최대의 조직은 국제 우편 체스 연맹 (ICCF)이다.
인터넷이 보급되기 이전에는 우편으로의 교환이 많았고, 현재는 이메일이나 웹서버를 사용한 대국이 많아졌다.
우편 체스는 대국자와 보드를 사이에 두고 실시간으로 두는 OTB 체스(over-the-board chess)와 마찬가지로 제한 시간이 정해져 있다. 게임 중에 휴가를 신청하는 것도 가능하다.